# Abdoulaye Koté
Abdoulaye Koté, né le 25 mars 1955, est un judoka sénégalais.

## Carrière
Abdoulaye Koté est médaillé d'or dans la catégorie des plus de 95 kg ainsi que dans le tournoi toutes catégories des Jeux africains de 1978 à Alger.
Aux Championnats d'Afrique de judo 1983 à Dakar, il est médaillé d'argent dans la catégorie des plus de 95 kg, médaillé de bronze toutes catégories et médaillé d'argent par équipes,.
Il participe aux Jeux olympiques d'été de 1976 à Montréal ainsi qu'aux Jeux olympiques d'été de 1980 à Moscou, où il est le porte-drapeau de la délégation sénégalaise.